# Чудовище
 Тази статия е за фантастичните същества.  За филма от 2003 г. вижте Чудовище (филм).  
Чудовищата са различни видове страшни фантастични същества, които обикновено се срещат в митовете, легендите и литературата и филмите на ужасите.
Чудовищата в митологията обикновено са безмилостна напаст, която убива без задръжки, но впоследствие бива победена от легендарен герой, както в „Беоулф“ или „Св. Георги и драконът“.
От друга страна, чудовищата в някои литературни произведения понякога имат добри намерения, но грозният им и страшен външен вид води до злополучно неразбиране. Широко известни такива примери са Кинг Конг и Чудовището на Франкенщайн.

- Св. Георги срещу дракона – Gustave Moreau (1880)
- Детайл от „The Temptation of St. Anthony“ на Matthias Grünewald (1515)